# 甲府事件
甲府事件（こうふじけん）是1975年在山梨縣甲府市发生的一宗事件，当时两名小学生目击了一个不明飞行物（UFO）和其搭载的两个外星人。这是日本著名的UFO和外星人事件之一。

## 概要
1975年2月23日下午6时许，甲府市立山城小学校的两个男孩在回家的路上目睹了橙色的不明飞行物。
据孩子们说，不明飞行物飞行追赶两人，他们逃跑后藏在了隐蔽处。于是他们有一段时间看不见UFO，但不久后他们再次发现了降落在葡萄田上的UFO，且目击了从机上出来的巧克力色、皱巴巴的外星人。
其中一名儿童被绕到背后的外星人拍到肩膀，吓得坐在那里，另一人逃离现场去叫家人，家人赶到的时候，葡萄园里没有人的身影，而是有一个燃烧着的物体。一名儿童的母亲作证天空中有银色物体在旋转，父亲说看到了渐隐的光芒。当时母亲的目击证言被录音并在电视节目中公开。
除了目击的儿童及其家属的证言外，甲府市环境中心的管理人也目击到了从葡萄田飞出的飞行物体。另外，当时因父母调动工作住在甲府市的作家景山民夫也看到了飞行物，7年后的1982年，在UFO着陆现场附近开车经过的一名女性保险员也说她遇到了那个像是外星人的人物。
另一方面，收集上述环境中心管理人和保险员的目击证言的是信奉亚当斯基的杂志，其正确性和公正性存疑，可信度较低。据说当时田地的所有者曾多次接受电视、报纸、杂志等媒体的采访，但发言完全没有被报道。

## 調査
在山梨日日新聞的协助下，进行了现场调查。
在事发的葡萄田，3根混凝土柱子倒塌了，覆盖着这些柱子的铁丝网被拉宽了，好像承受了重物。地面上开了好几个洞，还留下了一个类似拖车车辙的痕迹。。
受到这些报告的放射能专门技师前田進进行了现场调查。一部分媒体报道，从UFO着陆的地方检测出了人为残留的放射能。半衰期短是人为残留的根据。

## 脚注
1. 1 2  . 世界の何だコレ!?ミステリー. 2018-07-11  [2020-02-09]. （原始内容存档于2020-02-26）.
2. 1 2  『世界UFO大百科　復刻版』学研
3. 1 2  並木 (2017) p.20
4. ↑  .   [2020-02-26]. （原始内容存档于2017-11-07）.

## 关联項目
- 介良事件 - 1972年高知县的中学生捕获小型UFO的事件